# Die Hexe (film 1921)
Die Hexe è un film muto del 1921 diretto da Franz Eckstein.

## Produzione
Il film fu prodotto dalla National-Film GmbH di Berlino.

## Distribuzione
Il visto di censura B.04464 del 13 ottobre 1921 ne vietava la visione ai minori .